# Jakub Boncompagni
Jakub Boncompagni właśc. Giacomo Boncompagni (ur. 8 maja 1548 w Bolonii, zm. 18 sierpnia 1612 w Sorze) – włoski kondotier, książę Sory w latach 1579-1612, syn papieża Grzegorza XIII.

## Życiorys
Był synem Ugo Boncompagniego i jego metresy – Maddaleny Fulchini. Jego ojciec dopiero dziesięć lat po narodzinach Giacomo, przyjął sakrament święceń. Dzięki wpływom ojca, Giacomo miał zapewnione dobre wykształcenie na Uniwersytecie w Padwie. W 1572, już jako papież, Grzegorz XIII mianował Giacomo zarządcą Zamku Świętego Anioła, a rok później – dowódcą wojsk papieskich, w miejsce Marcantonia Colonny. Nie zaspokoiło to jednak ambicji Giacomo, który chciał, by ojciec przyznał mu beneficja, jak w przeszłości robił to Paweł III.
W 1576 Grzegorz zaaranżował dla syna małżeństwo z Costanzą Sforzą. Ponieważ Giacomo niejednokrotnie sprzeciwiał się woli ojca i działał wbrew niemu, papież skazał go na banicję do Perugii. Wkrótce potem król Hiszpanii, Filip II Habsburg, przyznał Boncompagniemu herb szlachecki i tytuł dowódcy wojsk w księstwie Mediolanu. Złość papieża na syna jednak szybko ustąpiła i 28 grudnia 1576 Giacomo został mianowany gubernatorem Ferno (którym pozostał do 22 czerwca 1585). W 1577 Grzegorz XIII wykupił dla syna markizat Vignola za cenę 70 000 skudów. Następnie nabył księstwo Sory (za 100 000 skudów) i hrabstwa Arpino i Akwin (za 243 000 skudów).
Po śmierci Grzegorza XIII w 1585, w Rzymie wybuchły zamieszki. Aby zapewnić ochronę miastu, Giacomo Boncompagni został wyznaczony do obrony sześciu bram miejskich. Dysponował on armią liczącą 2000 wojsk piechoty i cztery kompanie lekkiej kawalerii. W 1611 przeszedł w stan spoczynku w Sorze.